# 邓莫尔镇

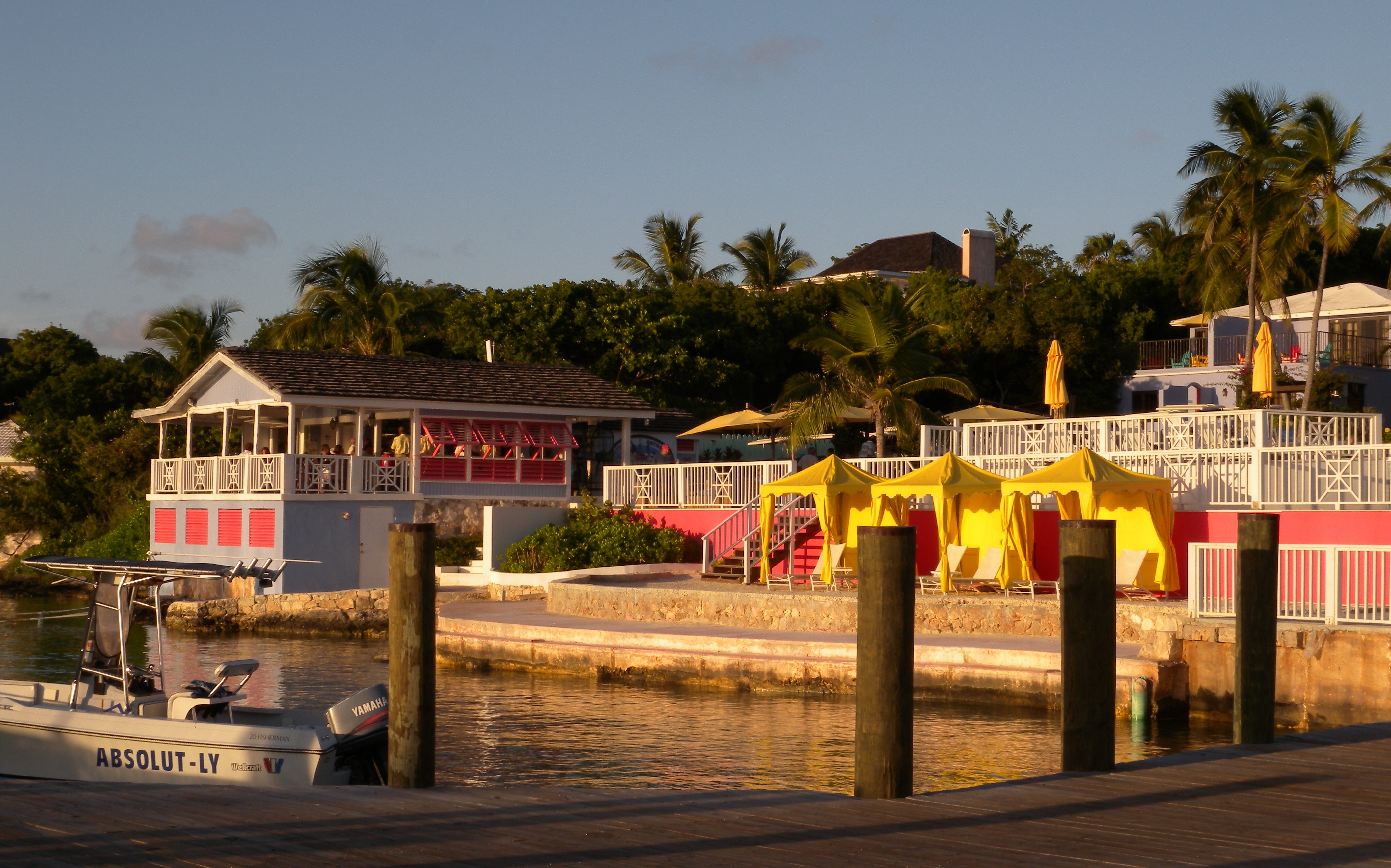
邓莫尔镇

25°30′07″N 76°38′09″W / 25.50194°N 76.63583°W
邓莫尔镇（英語：Dunmore Town）是大西洋岛国巴哈马的一座城镇，也是哈勃岛上唯一的城镇，正好位于北伊柳塞拉的西部，平均海拔18米（59英尺），2010年人口1,762人。